# 윤은자
윤은자(1973년 ~)는 대한민국의 거문고 연주가다.

## 방송
- KBS 국악대경연 (1998) - 일반부 동상
- KBS 국악대경연 (2005) - 대상

## 음반
- 봄눈 (윤은자 거문고 첫번째 이야기) (2010)
- 윤은자 거문고 행복진행형 I (2013)

### 금율악회
- 거문고 앙상블 연주집 (2002)

## 수상
- 제12회 동아콩쿠르 일반부 은상
- 한양대 총장 공로패
- 제16회 전국국악경연대회 일반부 은상